# Muscicapa sethsmithi
Muscicapa sethsmithi là một loài chim trong họ Muscicapidae.